# Ian Watson (rugby à XIII)
Pour les articles homonymes, voir Ian Watson (homonymie) et Watson.

a Compétitions nationales et continentales officielles uniquement.

b Matchs officiels uniquement.
Ian Watson, né le 27 octobre 1976 à Manchester (Angleterre), est un ancien joueur de rugby à XIII gallois évoluant au poste de demi de mêlée reconverti entraîneur. En tant que joueur, il a évolué toute sa carrière en Angleterre. Il est le joueur qui compte le plus de sélections en équipe du Pays de Galles avec laquelle il a notamment atteint la demi-finale de la Coupe du monde en 2000.
Une fois sa carrière sportive de joueur terminée, il entreprend de devenir entraîneur. Il obtient d'entraîneur de Salford en 2015 et avec à ses côtés Tim Sheens depuis 2016.

## Palmarès

### Palmarès d'entraîneur
- Collectif :
  - Finaliste de la Super League : 2019 (Salford).
  - Finaliste de la Challenge Cup : 2020 (Salford)